# Torre d’Alcalfar
La Torre d'Alcalfar o Torre de Alcaufar és una torre defensiva en el Cap de la Punta del Morro d'Alcalfar, en el municipi de Sant Lluís, a l'illa Balear de Menorca. Juntament amb la Torre de Punta Prima, també construïda el 1787, va servir de model per a les onze torres d'estil Martello, construïdes entre 1798 i 1802, a la costa de l'illa.

## Descripció
La torre va ser construïda, entre 1786 i 1787, segons els plans de l'enginyer militar Ramón Santander, amb l'objectiu de protegir la plana del litoral del sud-est de Menorca contra les incursions dels pirates algerians. La torre, rodona i robusta, és gairebé cilíndrica i lleugerament cònica en la part superior. És feta de pedra natural, el marès típic de les Illes Balears, i l'exterior està recobert amb grans blocs de pedra. La paret està reforçada en el costat de mar per resistir el bombardeig dels canons dels vaixells. La torre consta de tres nivells, que es poden observar des de l'exterior per les pedres que hi sobresurten.
L'accés era originalment a través d'una porta que donava accés al nivell del mig, a què es podia accedir a través d'una escala retràctil. Va poder ser defensada en el parapet de la plataforma del sostre per mitjà de la lladronera. El passatge que duia a l'interior també va ser protegit a través d'un forat, que també s'utilitzava per al transport de municions cap a la plataforma superior. La planta baixa es va dividir en tres cambres, on s'emmagatzemaven la munició, la pólvora i les provisions. En la planta del mig hi havia l'allotjament dels soldats. Una escala de cargol comunica la planta del mig amb la plataforma superior, que és on es trobaven els canons.
Els enginyosos principis de disseny de la torre van convèncer els britànics de construir més torres costaneres a l'illa. Les torres Martello es construirien també a Irlanda a partir de l'any 1804.

## La torre avui dia
La torre va ser extensament restaurada l'any 1994, tot i que actualment no s'utilitza. Ara s'hi accedeix per la planta baixa.
Des de l'any 1985, la Torre d'Alcalfar ha estat declarada monument històric. Està, a més, registrada amb el codi R-I-51-0008583 del Ministeri de Cultura d'Espanya.